# Майами блюз
«Майами блюз» (англ. Miami Blues) — чёрная криминальная комедия режиссёра Джорджа Армитеджа по одноименному роману Чарльза Уиллфорда с Фредом Уордом, Алеком Болдуином и Дженнифер Джейсон Ли в главных ролях. Фильм вышел на экраны США 20 апреля 1990 года.

## Сюжет
Фред Френгер, социопат, недавно вышедший из тюрьмы, прилетает в Майами. В аэропорту он крадет чужой багаж и ломает палец кришнаиту, от чего тот умирает. Фред заселяется в отель под ненастоящим именем и знакомится с юной проституткой Сьюзи, учащейся в колледже. Тем временем расследование дела об убийстве в аэропорту поручают немолодому сержанту Хоку Мозли.

## Актёры
- Фред Уорд — Хоук Мозли, сержант полиции, отдел по расследованию убийств
- Алек Болдуин — Фредерик Джей Френгер Младший (Джуниор), преступник-социопат
- Дженнифер Джейсон Ли — Сьюзен Ваггонер, проститутка
- Чарльз Непьер — Билл Хэндерсон, сержант полиции, отдел по расследованию убийств
- Нора Данн — Эллита Санчез, работник полиции, отдел по расследованию убийств
- Обба Бабатунде — Вилли, слепой
- Пол Глисон — Фрэнк Локли, сержант полиции, отдел по борьбе с наркотиками

## Критические оценки
Фильм получил позитивные отзывы критиков, на сайте Rotten Tomatoes он имеет 81 % положительных оценок на основе 21 обзора.